# 日夫龙
日夫龙（法語：Givron，法語發音：[ʒivʁɔ̃]）是法国大東部大區阿登省的一个市镇，属于勒泰勒区。

## 地理
日夫龙（49°38'54"N, 4°17'24"E）面积7.15 平方千米，位于法国大東部大區阿登省，该省份为法国北部内陆省份，西接埃纳省，南至马恩省，东临默兹省，北与比利时接壤。
与日夫龙接壤的市镇（或旧市镇、城区）包括：肖蒙波尔西安、杜姆利-贝尼、德赖兹、拉罗马涅。

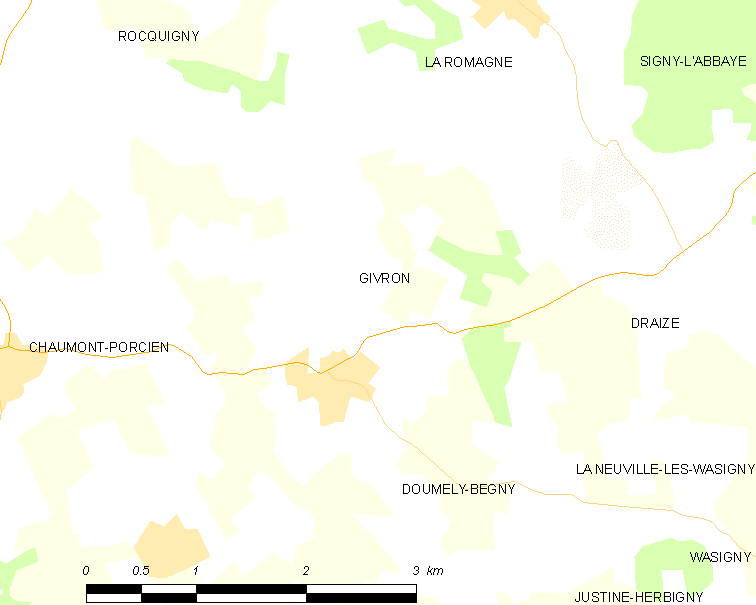
日夫龙的OSM定位图

日夫龙的时区为UTC+01:00、UTC+02:00（夏令时）。

## 行政
日夫龙的邮政编码为08220，INSEE市镇编码为08192。

## 政治
日夫龙所属的省级选区为锡尼拉拜县。

## 人口

1962-2008年间日夫龙人口变化图示

日夫龙于2022年1月1日时的人口数量为94人。